# آشپزی جنوب آسیا

جنوب آسیا

آشپزی جنوب آسیا شامل روش آشپزی سنتی جمهوری‌های جنوب آسیای امروزی بنگلادش، هند، مالدیو، نپال، پاکستان و سری‌لانکا می‌شود که گاهی اوقات پادشاهی بوتان و امارت افغانستان را در بر می‌گیرد. همچنین گاهی اوقات تحت تأثیر آشپزی آسیایی و فراتر از شبه قاره هند قرار گرفته است.

## مواد اولیه رایج

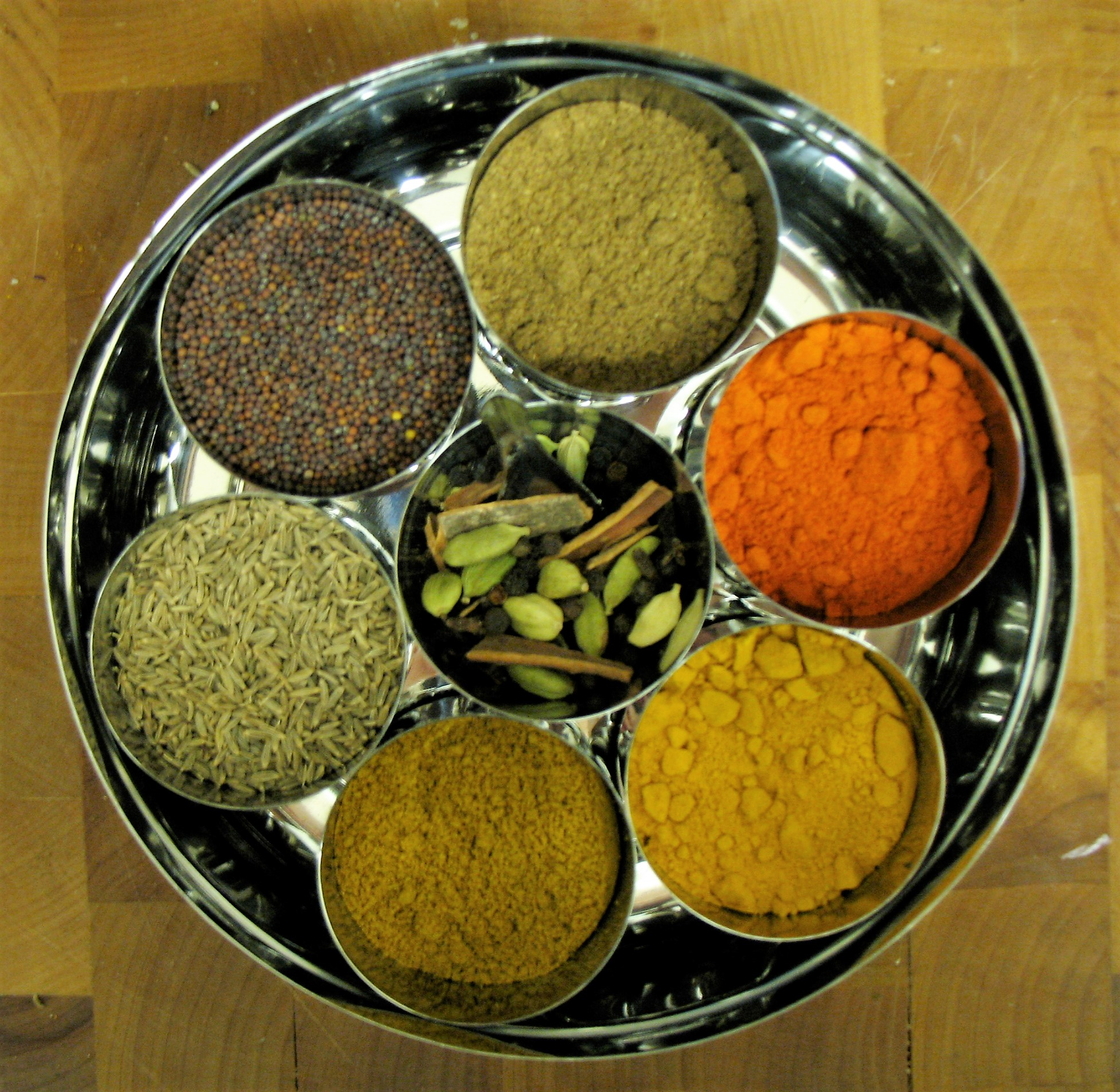
مجموعه ای از ادویه‌ها و گیاهان. ادویه‌ها، یک ماده غذایی ضروری در بسیاری از غذاهای شبه قاره هند هستند.

چاپاتی، نوعی نان تخت، بخشی رایج از وعده‌های غذایی است که در بسیاری از مناطق شبه قاره هند میل می‌شود. دیگر غذاهای اصلی شامل بسیاری از غذاها مانند برنج، نان روتی تهیه شده از آرد آتا و لوبیا می‌شود.
غذاها در این منطقه از جهان با انواع مختلف فلفل قرمز، فلفل سیاه، میخک و سایر گیاهان و ادویه‌های قوی همراه با روغن حیوانی قی طعم دار می‌شوند. زنجبیل ماده‌ای است که می‌توان از آن در غذاهای شبه قاره استفاده کرد. زنجبیل خرد شده با گوشت سرخ می‌شود و ترشی زنجبیل اغلب همراه برنج آب‌پز است. برای تهیه دسر از آب زنجبیل و زنجبیل جوشانده در شربت استفاده می‌شود. از زردچوبه و زیره اغلب برای تهیه کاری استفاده می‌شود.
گوشت‌های رایج شامل گوشت بره، بز، ماهی، مرغ و گوشت گاو است. گوشت گاو در هند کمتر از سایر غذاهای آسیای جنوبی رایج است زیرا گاو در هندوئیسم جایگاه ویژه ای دارد. ممنوعیت گوشت گاو تا حدودی شامل گوشت گاومیش و غژگاو نیز می‌شود. گوشت خوک به عنوان یک غذای تابو توسط همه مسلمانان در نظر گرفته می‌شود و تابو نیست، اما بسیاری از هندوها از آن اجتناب می‌کنند، اگرچه معمولاً در برخی مناطق مانند شمال شرقی هند و گوا مصرف می‌شود. انواع دسرهای بسیار شیرین که از فراورده لبنی استفاده می‌کنند نیز در غذاهای شبه قاره هند یافت می‌شود. مواد اصلی دسرهای شبه قاره هند شیر، بادام آسیاب شده، آرد عدس، روغن و شکر است. فرنی یک پودینگ برنج بر پایه لبنیات است که یک نوع دسر رایج است.

## تاریخچه
بیش از پنج هزار سال است که بسیاری از غذاهای شبه قاره شناخته شده‌اند. مردم دره سند، که در شمال غربی شبه قاره هند ساکن شدند، به شکار لاک پشت و تمساح پرداختند. آنها همچنین غلات، گیاهان و گیاهان وحشی را جمع‌آوری می‌کردند. بسیاری از غذاها و مواد تشکیل دهنده از دوره سند (حدود ۳۳۰۰–۱۷۰۰ قبل از میلاد) هنوز هم رایج هستند. برخی از آنها شامل گندم، جو، برنج، تمرهندی، بادمجان و خیار است.

هندی‌ها در طول تاریخ خود از سبزیجات برگ دار، عدس و فرآورده‌های شیری مانند ماست و روغنی استفاده کرده‌اند. از ادویه‌هایی مانند زیره و گشنیز نیز استفاده می‌کردند. فلفل سیاه، که بومی هند است، اغلب در سال ۴۰۰ پس از میلاد مورد استفاده قرار گرفت. یونانی‌ها زعفران را آوردند و چینی‌ها چای را معرفی کردند. مردم پرتغالی و بریتانیایی‌ها ۱۷۰۰ سال پس از میلد، فلفل قرمز، سیب‌زمینی و گل کلم را رایج کردند. مغول‌ها که پس از سال ۱۲۰۰ وارد هند شدند، غذا را یک هنر می‌دانستند و بسیاری از غذاهایشان با ۲۵ ادویه طبخ می‌شد. آنها همچنین از گلاب، بادام هندی، کشمش و بادام استفاده می‌کردند.

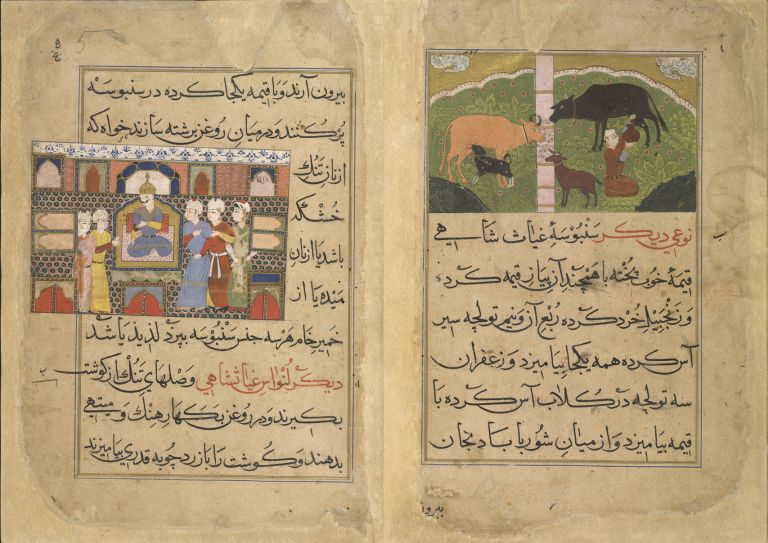
صفحه ای از نعمت نامه نصیرالدین شاهی ، کتاب غذاهای لذیذ و آشپزی. این هنر زیبای ساخت فرنی را مستند می‌کند.
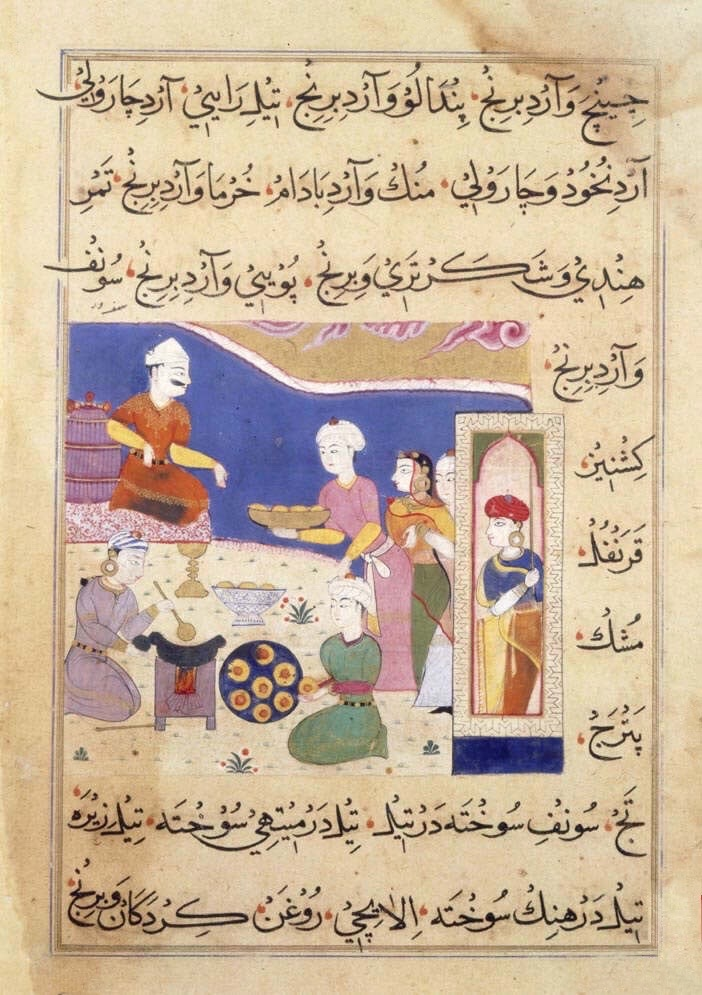
نسخه خطی هندی قرون وسطایی ( حدود قرن شانزدهم) که نشان می‌دهد سمبوسه سرو می‌شود.

## آشپزی در فرهنگ‌های مختلف

### آشپزی افغانی
آشپزی افغانستان به دلیل نزدیکی و پیوندهای فرهنگی تحت تأثیر آشپزی ایرانی، آسیای میانه و هندی است. آشپزی حلال است و عمدتاً بر پایه گوشت گوسفند، گاو، مرغ و ماهی با برنج و نان افغانی است.

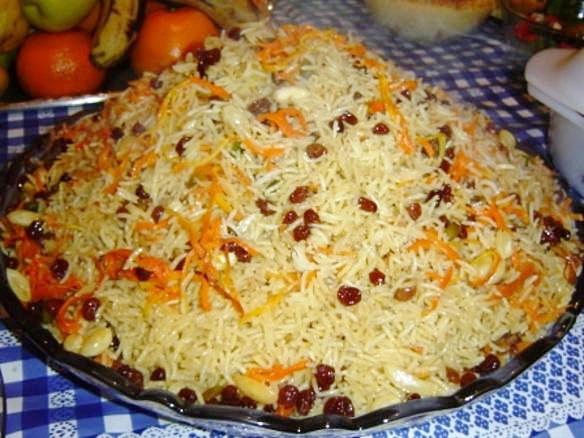
کابلی پلو افغانستان
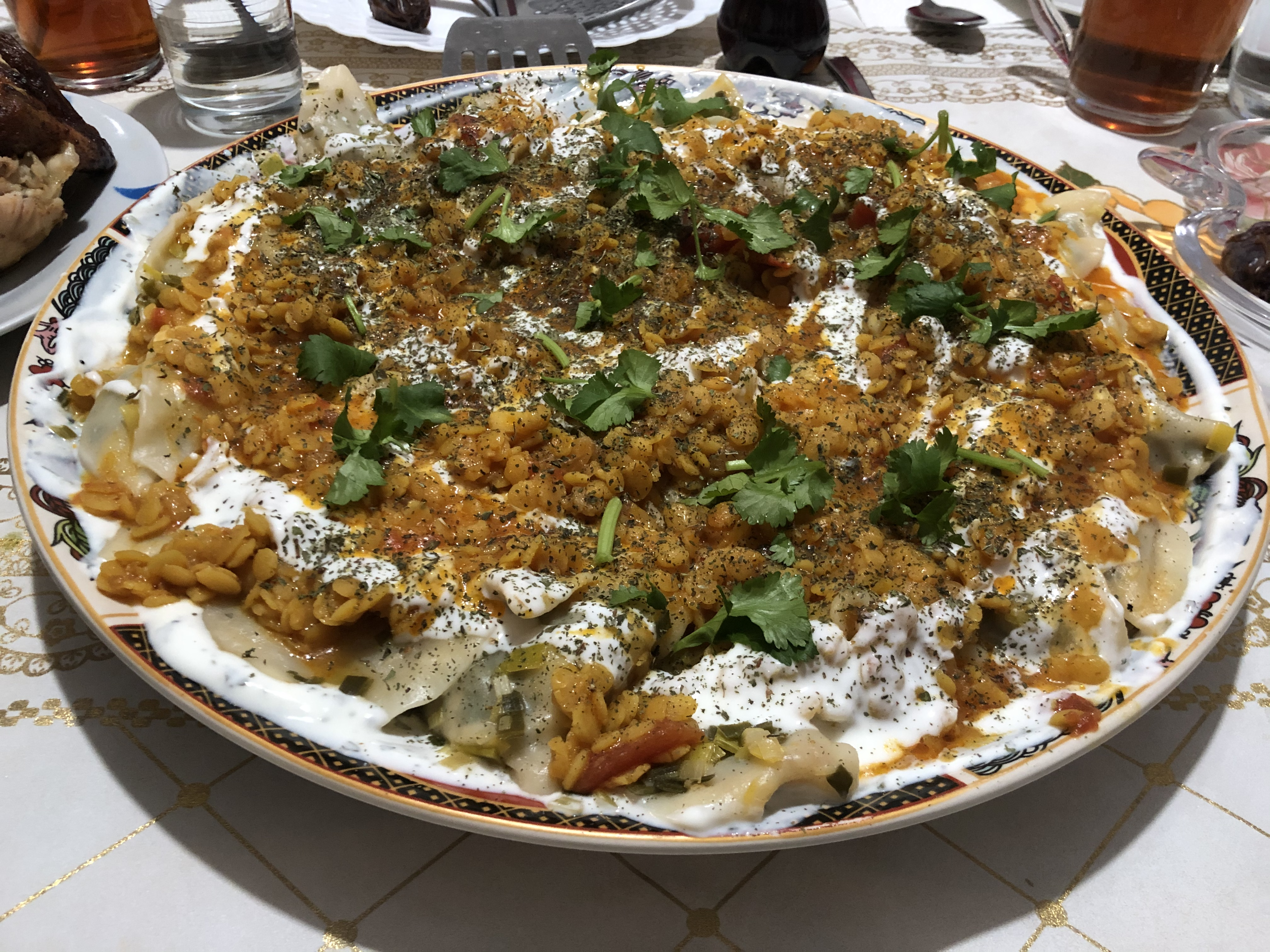
اوشک افغانی
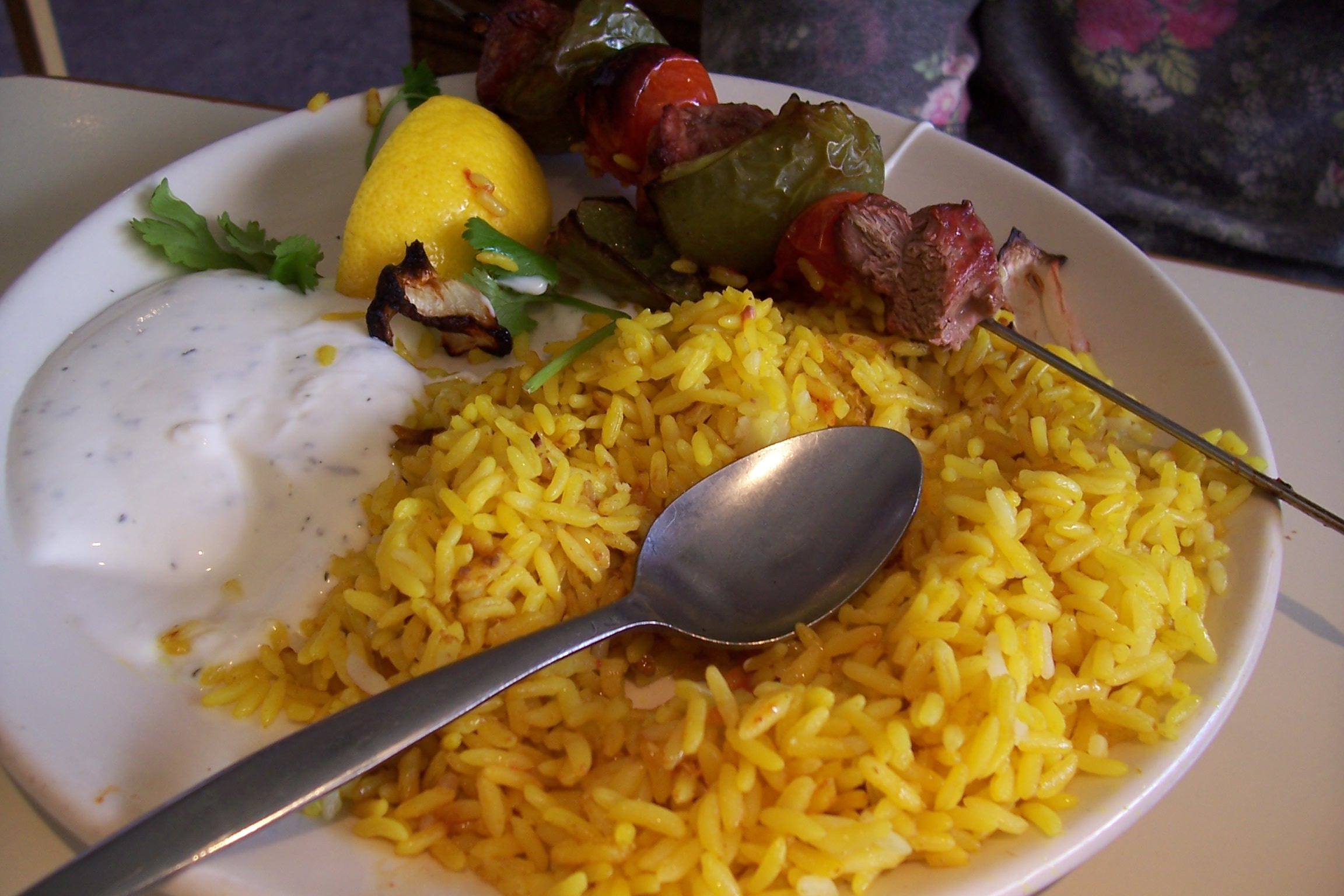
کباب بره افغانی با برنج زعفرانی زرد
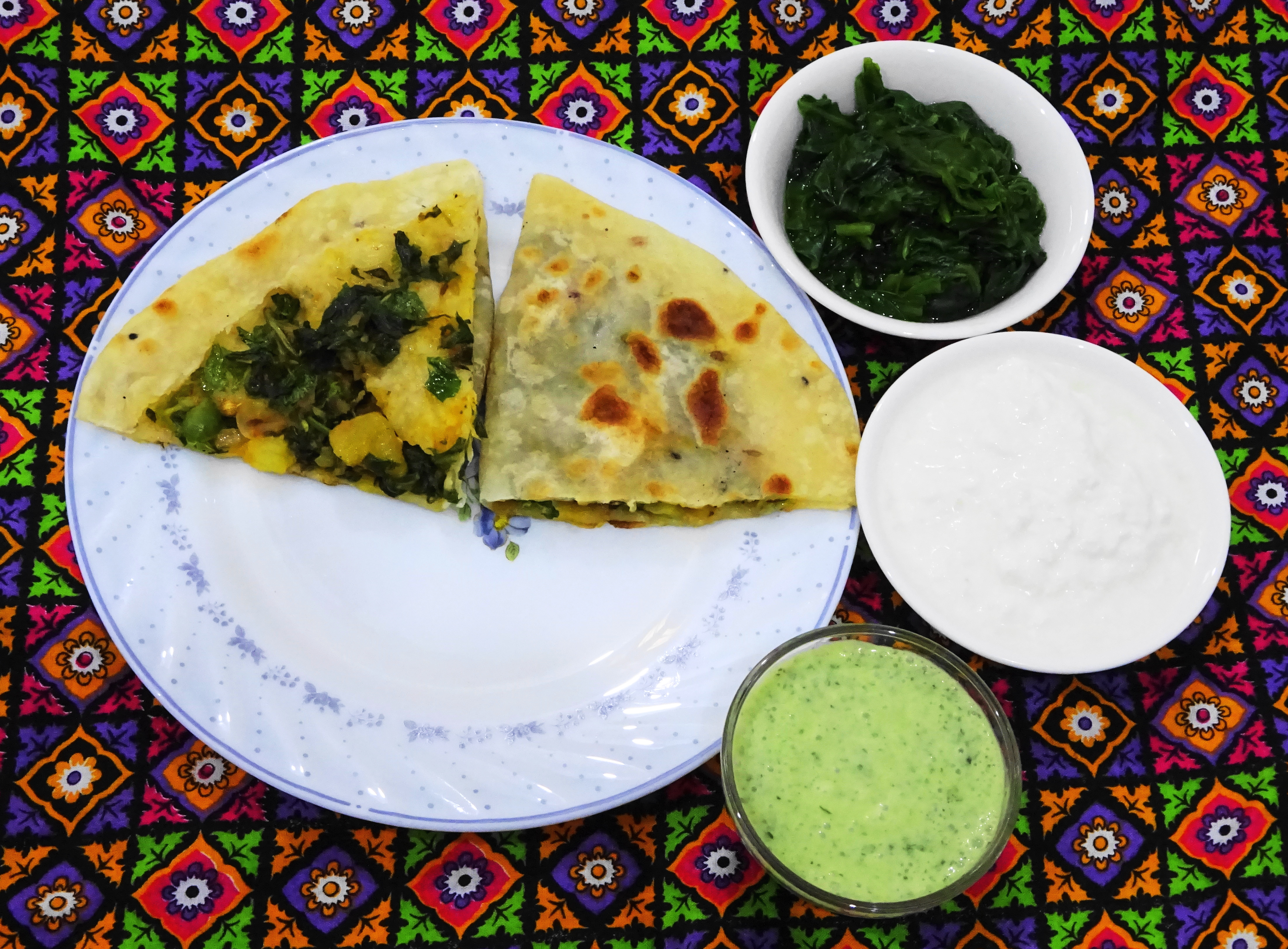
بولانی
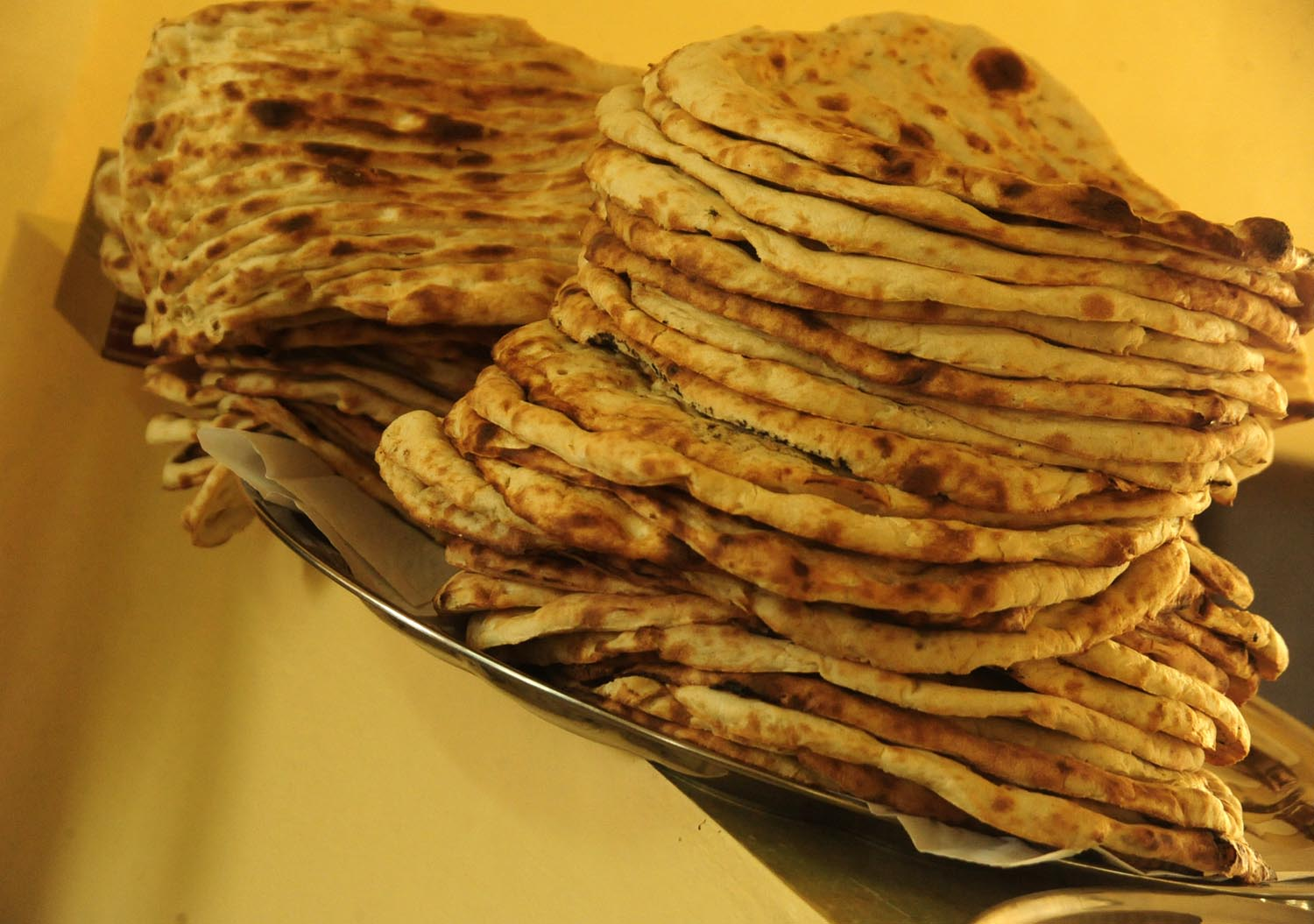
نان از نانوای محلی، پرمصرف‌ترین نان در افغانستان

### آشپزی بنگلادشی
آشپزی بنگلادشی تحت سلطه غذاهای بنگالی است و با تاریخ بنگلادش و جغرافیای رودخانه ای بنگلادش شکل گرفته است. این کشور دارای اقلیم موسمی حاره‌ای است. برنج قوت غالب مردم بنگلادش است و با طیف وسیعی از خورش کاری سرو می‌شود.

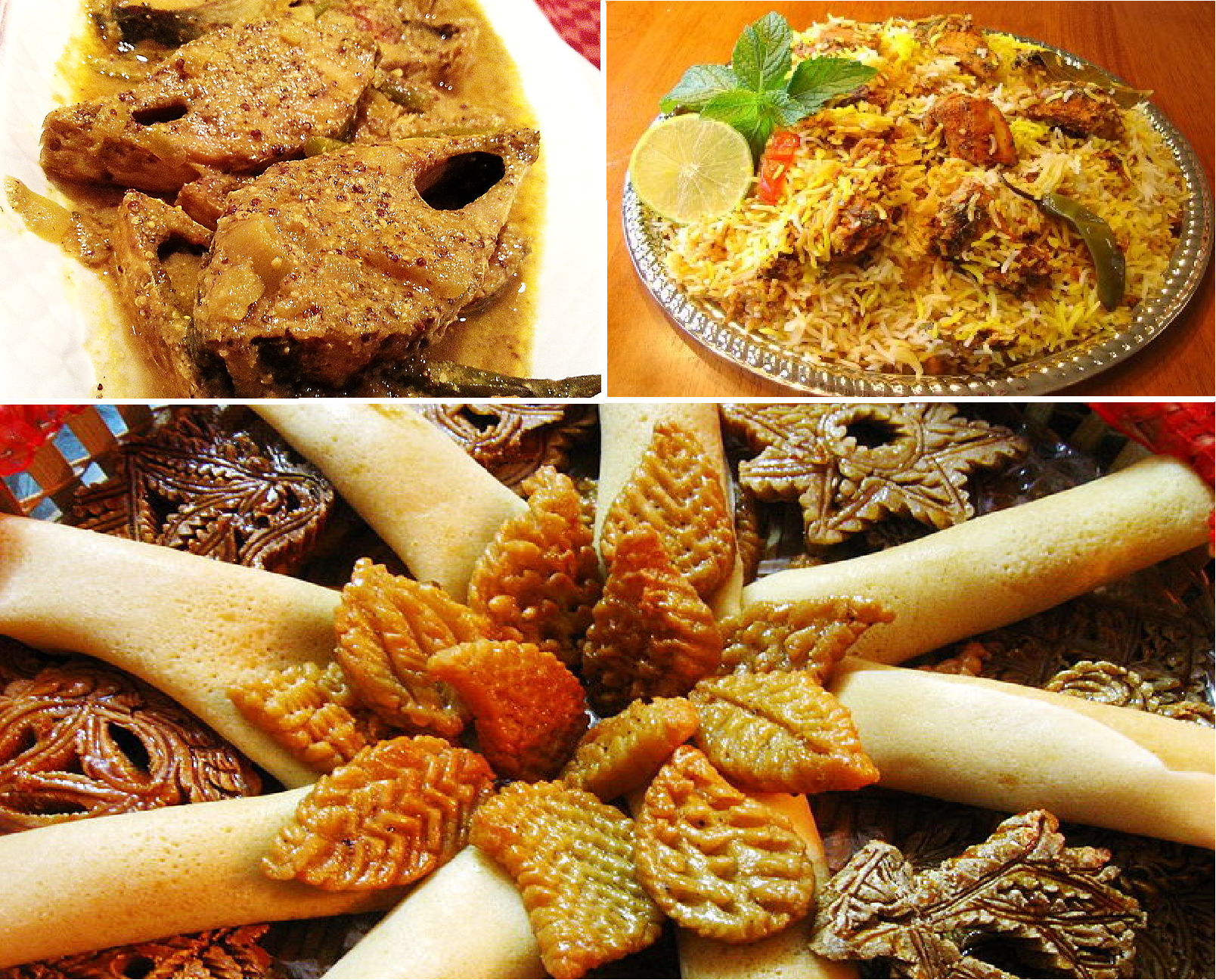
غذای سنتی بنگلادشی: دانه خردل ماهی صبور خورش کاری، داکای بریانی و پیتا

غذاهای بنگلادشی دارای طعم‌های معطر قوی هستند. و اغلب شامل تخم مرغ، سیب زمینی، گوجه فرنگی و بادمجان است. در آشپزی بنگلادشی از انواع ادویه‌ها و گیاهان دارویی به همراه روغن خردل و روغن حیوانی قی استفاده می‌شود. نان‌های اصلی نان پاراتا، نان روتی، باکرخانی و لوچی است. دال دومین غذای اصلی است که با برنج/پاراتا/لوچی سرو می‌شود. ماهی یکی از اصلی‌ترین غذاهای بنگلادشی است، به ویژه ماهی آب شیرین، که از ویژگی‌های بارز غذایی این کشور است. غذاهای دریایی مانند شاه‌میگو نیز رایج است.
قوانین رژیم غذایی اسلامی در سراسر بنگلادش رایج است. غذاهای حلال مواد غذایی هستند که مسلمانان طبق دستورالعمل‌های رژیم غذایی اسلامی مجاز به خوردن و نوشیدن آن هستند. معیارها مشخص می‌کنند که چه غذاهایی مجاز هستند و هم اینکه غذا باید چگونه تهیه شود. غذاهایی که به آنها اشاره می‌شود بیشتر انواع گوشت‌های مجاز در اسلام است. مردم بنگلادش هنگام غذا خوردن از قوانین و مقررات خاصی پیروی می‌کنند. این شامل مهمان نوازی گرم و روش‌های خاص پذیرایی نیز می‌باشد.

### آشپزی بوتانی

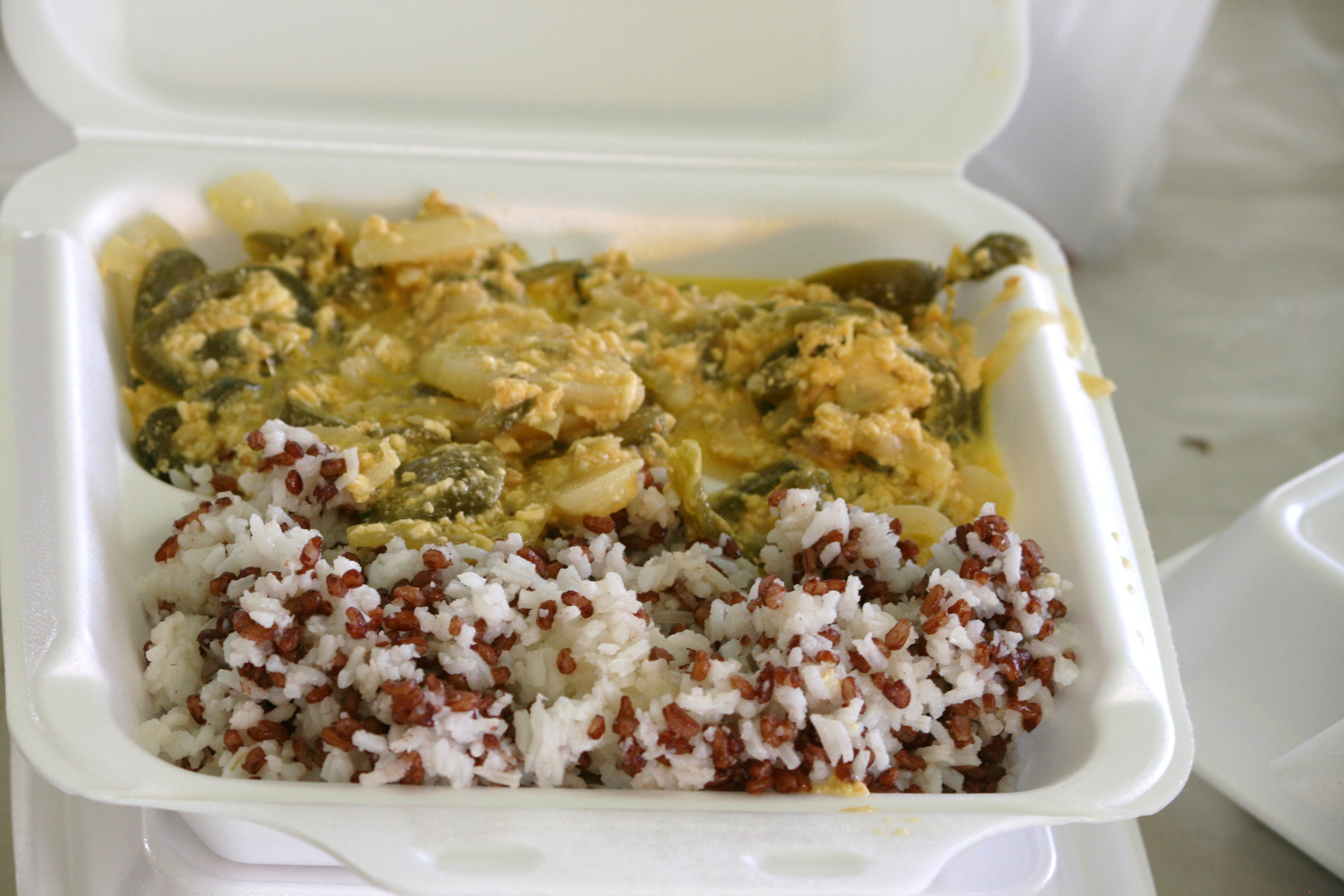
غذای ملی بوتان اما دارتسی با برنج (ترکیبی از برنج قرمز بوتان و برنج سفید)

آشپزی بوتان از مقدار زیادی برنج قرمز (مانند برنج قهوه ای است اما طعم آجیلی دارد، تنها نوع برنجی که در ارتفاعات رشد می‌کند)، گندم سیاه و ذرت استفاده می‌کند. رژیم غذایی همچنین شامل مرغ، گوشت گاو، گوشت گاو خشک، گوشت خوک، چربی خوک و گوشت گوسفند است. شباهت‌های زیادی با غذاهای تبتی دارد.

### آشپزی هندی
آشپزی هندی با استفاده ظریف از بسیاری از ادویه‌های هندی شناخته می‌شود. همچنین رویه گسترده گیاه‌خواری در سراسر جامعه وجود دارد. آشپزی هندی یکی از متنوع‌ترین آشپزی‌های جهان است، هر خانواده از این آشپزی با طیف گسترده‌ای از غذاها و تکنیک‌های آشپزی مشخص می‌شود. در نتیجه، غذاهای هندی از منطقه ای به منطقه دیگر متفاوت است و منعکس کننده جمعیت‌شناسی متنوع قومی آن است. دین‌های هندی و فرهنگ در هند نقش مؤثری در تکامل غذاهای آن داشته است. به دلیل تعاملات متقابل فرهنگی تاریخی و معاصر از آشپزی خاورمیانه، جنوب شرقی آسیا، غذاهای آسیای شرقی و آشپزی آسیای میانه و همچنین آشپزی مدیترانه ای تأثیر پذیرفته است.

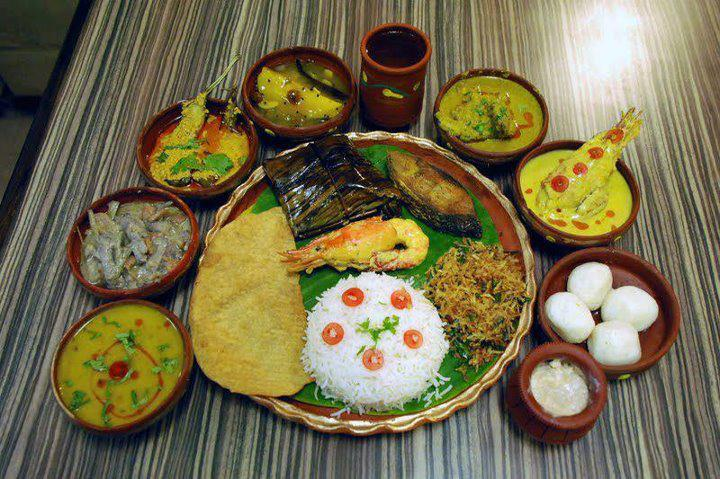
غذای ماهی بنگالی
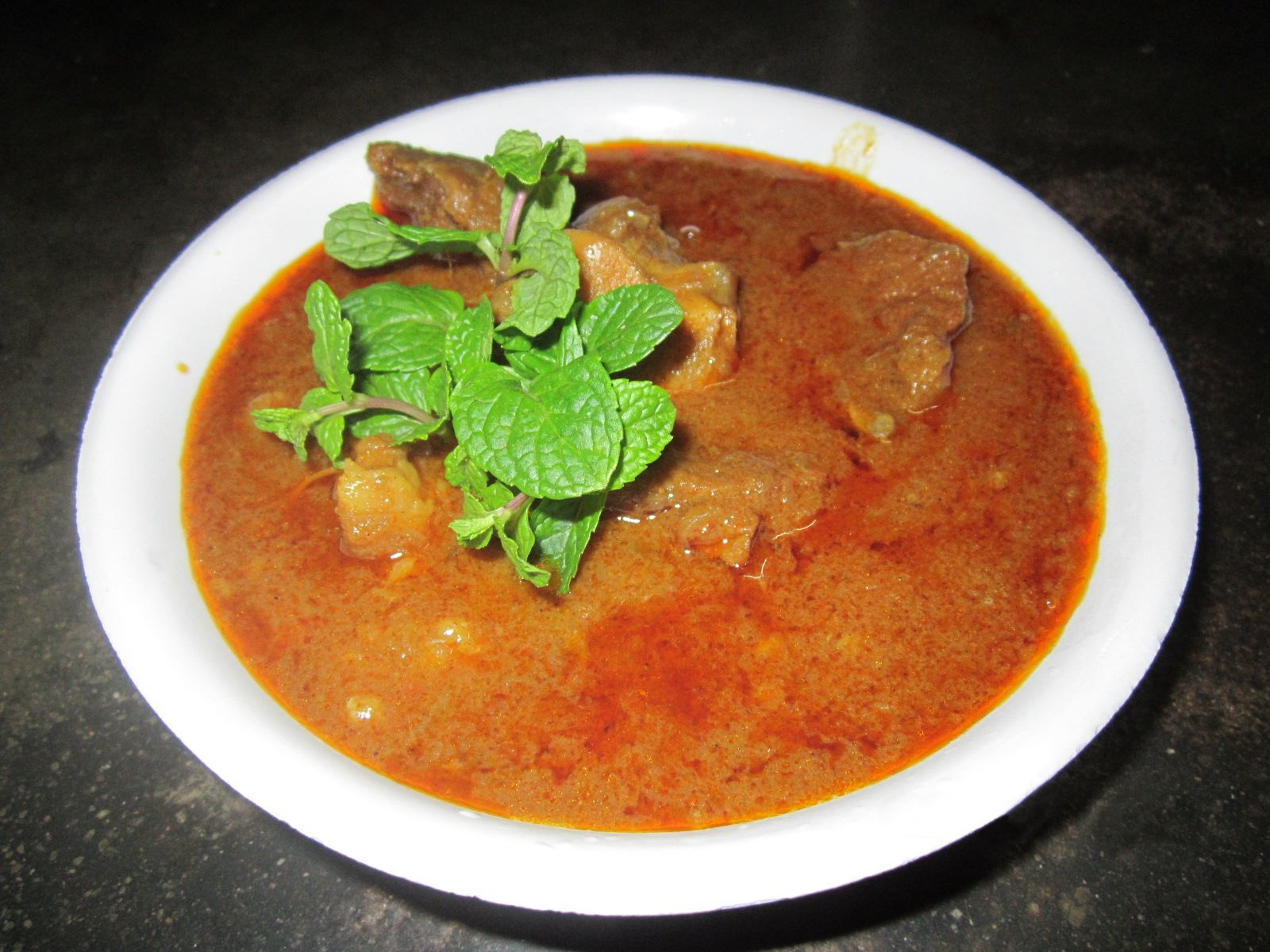
کاری گوسفندی به سبک اودیشا
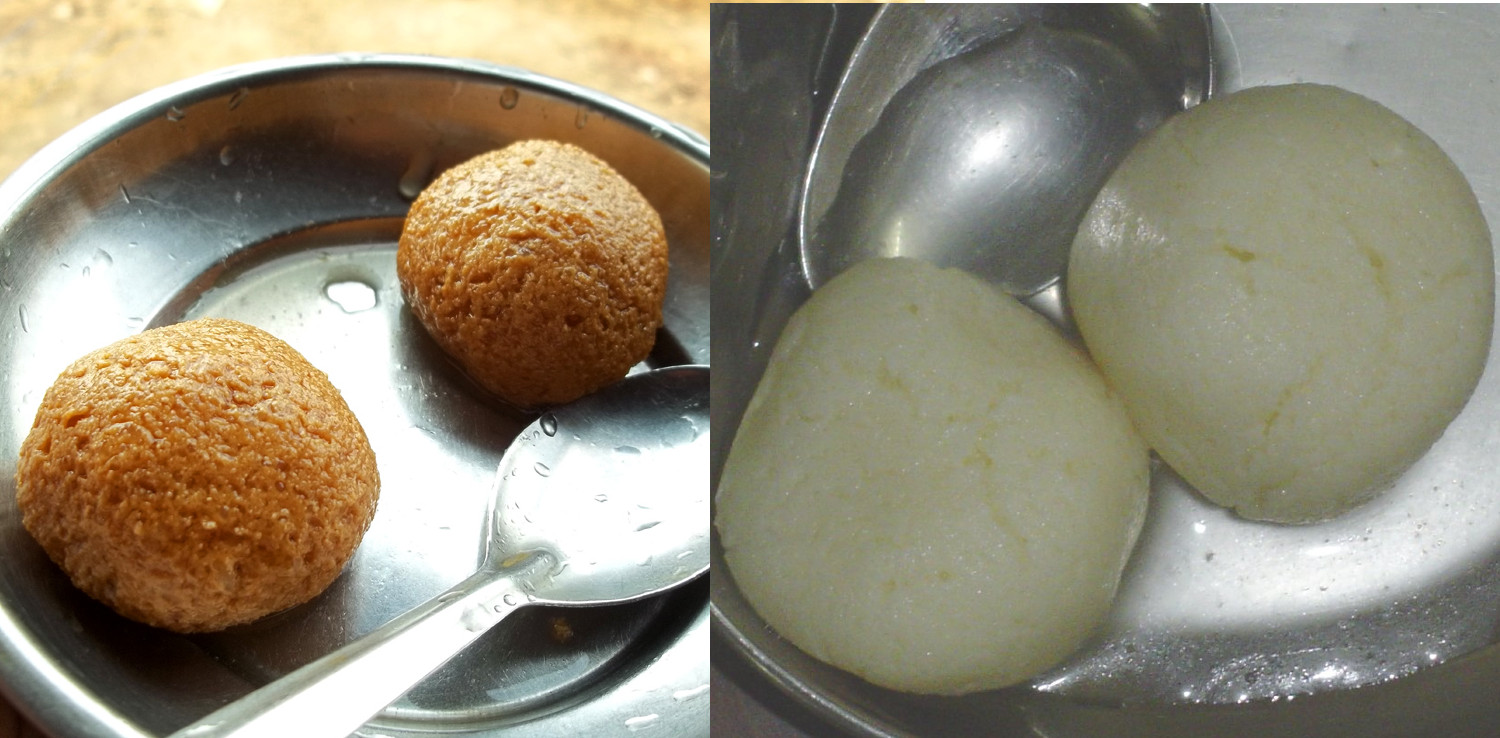
راسگولا یک دسر شربتی معروف از شرق هند است